# LEDA 8970
LEDA 8970은 지구에서 안드로메다자리 방향으로 약 3억 광년 떨어진 상호작용은하 LEDA 8961과 상호 작용하는 은하이다.